# هند بن حارثة الأسلمي
هند بن حارثة بن سعيد، وقيل: هند بن أَسماء بن حارثة الأسلمي. صحابي من أهل الصفة ومن أصحاب الحديبية وهو أخو الصحابي أسماء.

## سيرته
هند بن حارثة بن هند، وقيل: هند بن حارثة بن سعيد، وقيل: هند بن أَسماء بن حارثة الأسلمي.
ذكر بعض أهل العلم أنَّ هند وأخوته كانوا ثمانية صحبوا النبيّ صَلَّى الله عليه وسلم، وشهدوا بيعةَ الرضوان وهم: أسماء، وهند، وخِداش، وذُؤيب، وحُمْران، وفَضَالة، وَسَلَمة، ومالك بنو حارثة بن سعيد بن عبد الله. وقال أبو هريرة: ما كنتُ أرى أسماء، وهند ابنيْ حارثة؛ إلا خادمين لرسول الله صَلَّى الله عليه وسلم، من طول لزومهما بابَه وخِدْمتهما إيـّاه، وكانا محتاجين ولهما بَقِيَّة بِيَينْ.

## رواته
وروى يحيى بن هند بن حارثة، عن أبيه ــ وكان من أصحاب الحديبية، وأخوه أسماء بن حارثة ـــ أنّ النبيّ صَلَّى الله عليه وسلم مَرَّ بنفر من أسلم يَرْمون، قال: «ارْمُوا بَنِي إِسْمَاعِيلَ؛ فَإِنَّ أَبَاكُمْ كَانَ رَامِيًا».
وروى حبيب بن هند بن أَسماء الأَسلمي، عن أَبيه هند بن أَسماء قال: بعثني النبيّ صَلَّى الله عليه وسلم إِلى قومي من أَسلم. فقال: «مُرْ قَوْمَكَ فَلْيَصُومُوا هَذَا الْيَوْمَ يَوْمَ عَاشُورَاءَ، فَمَنْ وَجَدْتَهُ قَدْ أَكَلَ فِي أَوَّلِ يَوْمِهِ فَلْيَصُمْ آخِرَهُ» 

## وفاته
توفي هند بن حارثة بالمدينة في خلافة معاوية بن أبي سفيان.